# Love (album Justyny Steczkowskiej)
Love – specjalna śpiewana i deklamowana płyta Justyny Steczkowskiej wydana w styczniu 2013 r. w limitowanym nakładzie. Nawiązuje do albumu artystki i Pawła Deląga pt. Mów do mnie jeszcze z 2001 r. - znajduje się na niej kilka utworów z tego albumu w nowej interpretacji Steczkowskiej i jej muzyków. Projekt graficzny płyty wykonał Michał Pańszczyk. Powstały dwie wersje okładki. Muzykę do wszystkich utworów skomponowała Justyna Steczkowska, w kilku z nich współpracując z Piotrem Rychlcem i bratem, Pawłem Steczkowskim. Większość tekstów napisała siostra piosenkarki, Krystyna Steczkowska-Hairulin.

## Lista utworów
| 1.  | "Love" sł. William Szekspir, tłum. Stanisław Barańczak                                                                                                   | 3:44  |
|     | |       |
| 2.  | "Fatamorgana bytowania" sł. Krystyna Steczkowska-Hairulin                                                                                                | 0:24  |
|     | |       |
| 3.  | "Raj" sł. Krystyna Steczkowska-Hairulin | 0:22  |
|     | |       |
| 4.  | "Hera" muz. Justyna Steczkowska, Paweł Rychlec | 3:41  |
|     | |       |
| 5.  | "Czy byś potrafił..." sł. Krystyna Steczkowska-Hairulin                                                                                                  | 0:39  |
|     | |       |
| 6.  | "Eden" sł. Krystyna Steczkowska-Hairulin | 0:33  |
|     | |       |
| 7.  | "Alef" sł. fragment wiersza Endre Ady, tł. Bohdan Zadura                                                                                                 | 3:56  |
|     | |       |
| 8.  | "Wirtuozi wzruszeń" sł. Krystyna Steczkowska-Hairulin | 1:16  |
|     | |       |
| 9.  | "Prosto w oczy" sł. Krystyna Steczkowska-Hairulin | 0:27  |
|     | |       |
| 10. | "Co to jest miłość" (+ Paweł Deląg) sł. fragmenty wierszy Jonasza Kofty                                                                                  | 3:49  |
|     | |       |
| 11. | "Pocałunek" sł. Krystyna Steczkowska-Hairulin | 0:31  |
|     | |       |
| 12. | "Motyl" sł. Krystyna Steczkowska-Hairulin | 0:44  |
|     | |       |
| 13. | "Kochankowie" muz. Justyna Steczkowska, Paweł Rychlec, sł. fragmenty wiersza Endre Ady, tł. Bohdan Zadura                                                | 3:10  |
|     | |       |
| 14. | "LSD" sł. Krystyna Steczkowska-Hairulin | 0:20  |
|     | |       |
| 15. | "Podarte serca" sł. Krystyna Steczkowska-Hairulin | 0:18  |
|     | |       |
| 16. | "Mów do mnie jeszcze" muz. Paweł Steczkowski, Piotr Rychlec, Justyna Steczkowska, sł. fragmenty wiersza Romana Kołakowskiego, Kazimierz Przerwa-Tetmajer | 4:28  |
|     | |       |
|     | | 28:22 |
|     | |       |